# Phaenops cyanea
Espèce
Phaenops cyanea est une espèce d'insectes coléoptères de la famille des Buprestidae.
On rencontre aussi la graphie Phaenops cyaneus.